# 金周炫
金周炫（英語：
，2002年6月21日—），韓國男子職業高爾夫球運動員，曾兩度於PGA巡回赛、亞洲巡迴賽和韓國巡迴賽奪冠。

## 外部連結
- 金周炫在PGA巡迴賽的官方網站
- 金周炫在歐洲巡迴賽官方網站
- 金周炫在男子高爾夫世界排名的官方網站